# Chaman Būleh
Chaman Būleh (persiska: چَمَن بولِه, چمن بوله) är en ort i Iran.   Den ligger i provinsen Lorestan, i den nordvästra delen av landet, 400 km väster om huvudstaden Teheran. Chaman Būleh ligger 1 790 meter över havet och antalet invånare är 341.
Terrängen runt Chaman Būleh är huvudsakligen kuperad, men åt sydost är den platt. Runt Chaman Būleh är det ganska tätbefolkat, med 56 invånare per kvadratkilometer. Närmaste större samhälle är Harsīn, 19,1 km väster om Chaman Būleh. Trakten runt Chaman Būleh består i huvudsak av gräsmarker.